# Villa Viktoria
Die Villa Viktoria steht in der Karlstraße 5 im Stadtteil Niederlößnitz der sächsischen Stadt Radebeul.

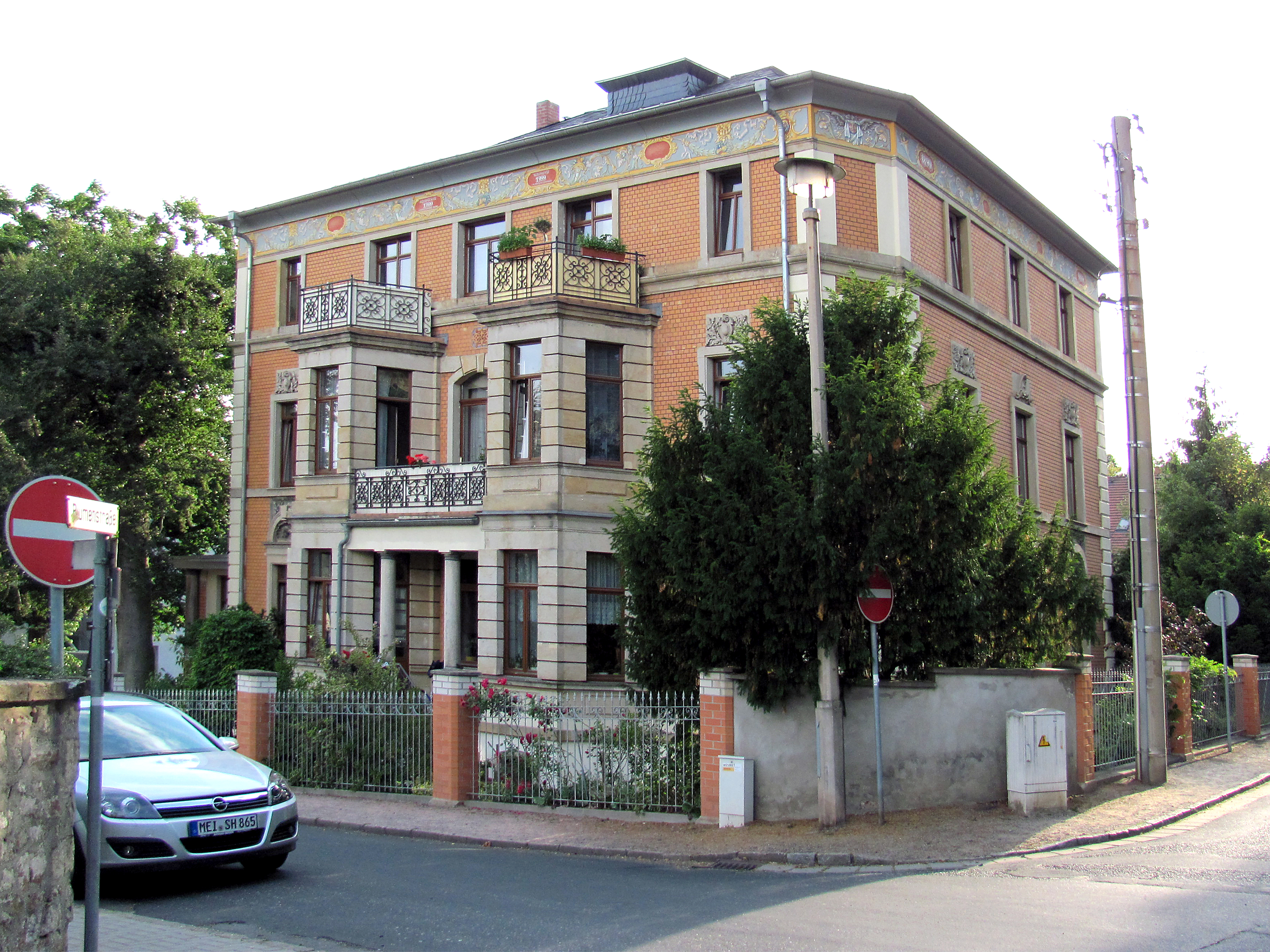
Villa Viktoria

## Beschreibung

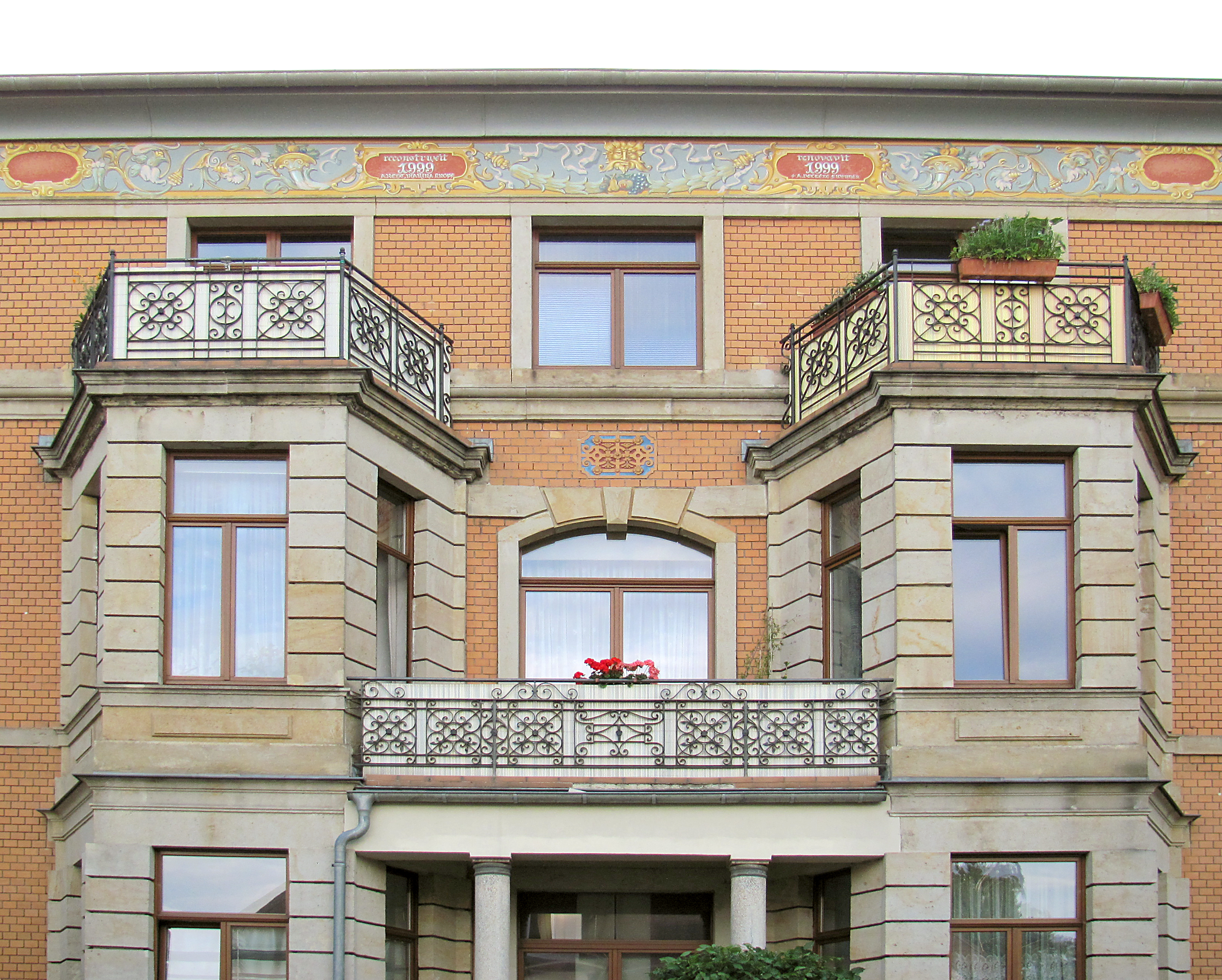
Villa Viktoria, Detail

Das dreigeschossige, mitsamt Einfriedung denkmalgeschützte Mietshaus (Mietvilla) steht auf einem Eckgrundstück zur Blumenstraße. Sie ist ein freistehendes, palaisartiges Mehrfamilienwohnhaus mit einem flach geneigten, nicht ausgebauten Walmdach. Die beiden Hauptansichten sind jeweils symmetrisch angelegt, zur Straßenecke gibt es eine abgefaste Gebäudekante.
In der fünfachsigen Ansicht zur Karlstraße stehen beidseits der Mittelachse polygonale, zweigeschossige Altane, der Austritt obenauf durch ein metallenes Ziergitter geschützt. In der 1. Etage sitzt zwischen den Altanen ein von Säulen gestützter Balkon, ebenfalls mit einem Ziergitter. In der linken Seitenansicht steht eine eingeschossige Veranda.
Die Blendziegelfassaden werden durch Eckquaderungen, Gesimse und Gewände aus Sandstein gegliedert, auch die Altane sind aus Sandstein. Hinzu kommen sparsame Stuckornamente sowie eine ornamentale Drempelmalerei. In dieser finden sich die gemalten Datierungen 1889, 1890 und 1999.
„Bemerkenswert [ist] die farbige Drempelmalerei“, der Bau „mit zeittypischer Klinker-Werkstein-Fassade“ ist „baugeschichtlich und künstlerisch bedeutend“.
Die Einfriedung besteht aus einem Lanzettzaun zwischen erneuerten Ziegelsteinpfeilern.

## Geschichte

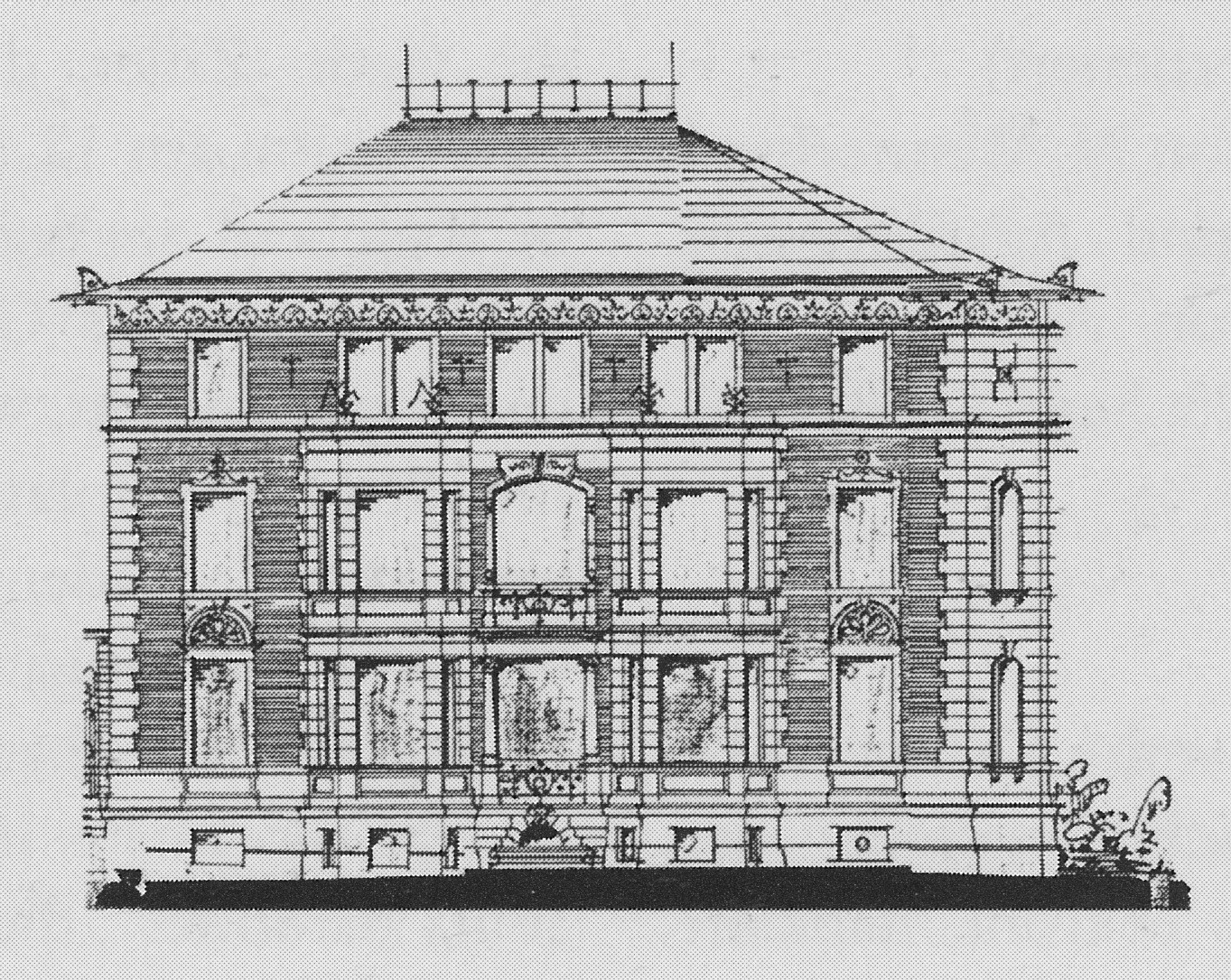
Bauzeichnung um 1889

Im September 1889 erging der Bauantrag des Dresdners Wilhelm Güldenhaupt zum Bau einer „Villa“, deren Entwurf „höchst wahrscheinlich“ von dem Architekten Carl Käfer stammt. Die Baugenehmigung erfolgte im gleichen Monat, wann jedoch der Bau vollendet war, ist nicht bekannt. Jedoch gibt es in der Drempelmalerei neben der Datierung auf das Jahr 1889 des Baubeginns auch eine Datierung auf das Jahr 1890, was der Bauvollendung zugehören könnte. Im Jahr 1892 wurde der Bau zwangsversteigert.
Der neue Eigentümer Robert Goldschmidt, ebenfalls aus Dresden, beantragte im Februar 1897 den Bau einer Remise. 1904 oder 1905 erfolgte der Verandaanbau in der linken Seitenansicht.
Im Jahr 1999 erfolgte eine umfängliche Sanierung, die in der Drempelmalerei datiert ist.